# Niedersächsisches Landesarchiv (Abteilung Hannover)

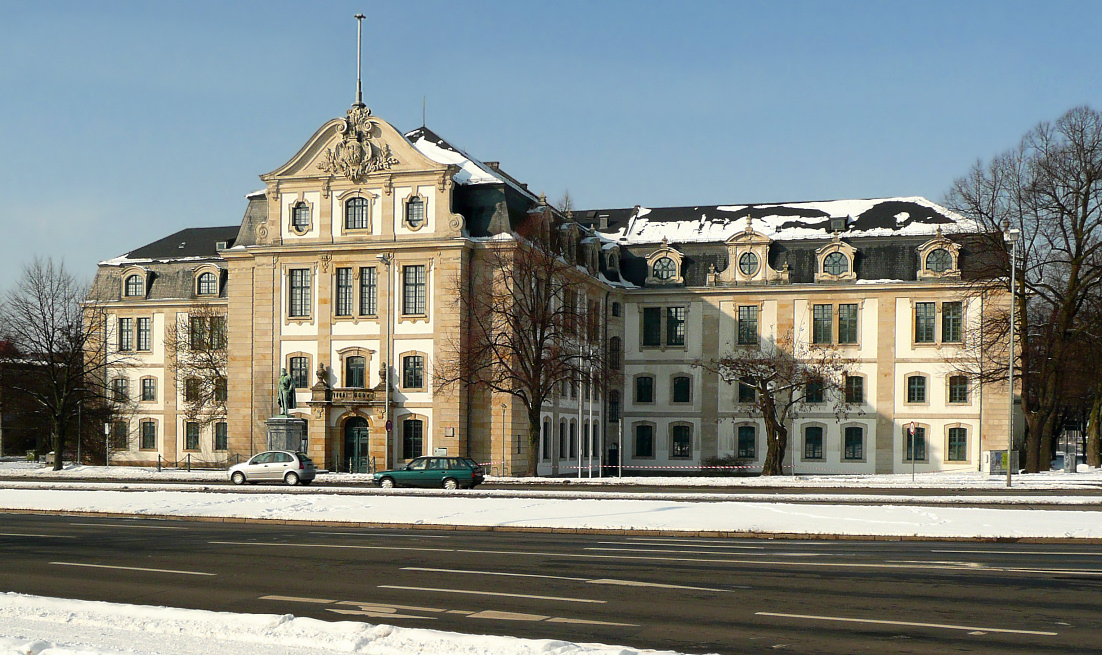
Niedersächsisches Landesarchiv Hannover an der Lavesallee

Die Abteilung Hannover des Niedersächsischen Landesarchivs ist verantwortlich für die alten welfischen Fürstentümer Calenberg, Grubenhagen und Lüneburg, für die in diesen Fürstentümern aufgegangenen kleineren Territorien (Grafschaften Diepholz und Hoya, Herrschaft Plesse usw.) sowie für das ehemalige Hochstift Hildesheim. Sie übernimmt und verwahrt das bei den niedersächsischen Ministerien, obersten Landesbehörden, Landesbehörden der mittleren und lokalen Instanz, Gerichten sowie nachgeordneten Bundesbehörden innerhalb seines Sprengels entstandene archivwürdige Schriftgut und sichert zusätzlich auch historisch wichtige Unterlagen aus dem nichtstaatlichen Bereich. Eine Außenstelle der Abteilung ist das Bergarchiv Clausthal.

## Geschichte
Wenngleich die heute in Hannover verwahrten alten Territorialarchive viel älter sind, so verdankt das Archiv in Hannover seine Entstehung in erster Linie der Einrichtung der Residenz des 1635 im Rahmen der letzten welfischen Landesteilung wieder erstandenen Fürstentums Calenberg in der Stadt Hannover. Mit der landesherrlichen Kanzlei bezog im Jahr 1642 auch das landesherrliche Archiv das in den Jahren ab 1637 an der Stelle des untergegangenen Minoritenklosters an der Leine errichtete Schloss.

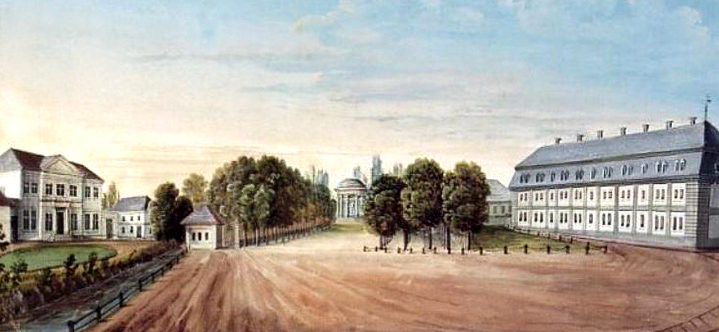
Um 1825: Links das Friederikenschlösschen, in der Mitte der Leibniztempel und rechts das Archivgebäude noch ohne den Vorbau aus den 1890er Jahren

Die Vereinigung des Fürstentums Lüneburg mit dem 1692 zum Kurfürstentum erhobenen Fürstentum Calenberg erfolgte im Jahr 1705 nach dem Tod des Herzogs Georg Wilhelm von Braunschweig-Lüneburg zu Celle. Das Fürstentum Lüneburg wurde in das Kurfürstentum integriert, seine obersten Landesbehörden aufgelöst. Zur Unterbringung des aus der bisherigen Residenz in Celle nach Hannover zu überführenden Archivs wie auch des Calenberger Archivs wurde ab 1712 in Hannover ein eigenes Archivgebäude errichtet. Nach der weitgehenden Fertigstellung dieses Gebäudes wurden zunächst in den Jahren 1722/1723 die Celler Archivalien nach Hannover überführt.
Im 19. Jahrhundert erfuhr das – seit 1815 königliche – Archiv zu Hannover zahlreiche Archivalienzugänge, u. a. wurden in den Jahren 1841 und 1855 die Akten der Deutschen Kanzlei in London, des persönlichen Büros des Landesherrn während der Zeit der Personalunion mit Großbritannien, an das Archiv abgegeben.

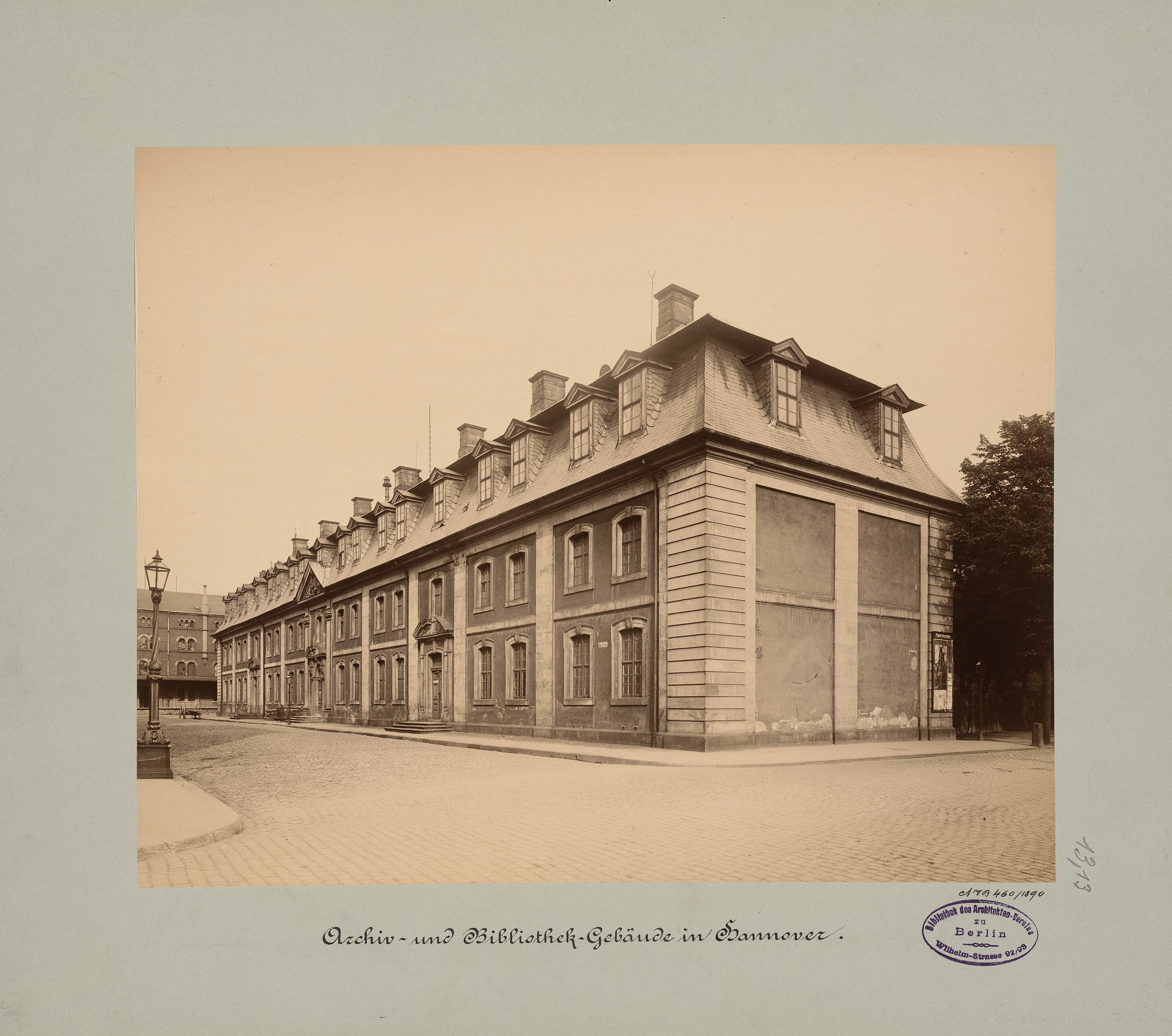
Das Archiv- und Bibliotheksgebäude noch vor seiner Aufstockung und Erweiterung ab 1889 bis 1893;
im Hintergrund ist die Brückmühle zu sehen; Aufnahme von 1890 aus der Bibliothek des Architekten-Vereins zu Berlin

Die Annexion des Königreichs Hannover durch Preußen im Jahr 1866 hatte für das Königliche Archiv in Hannover die Eingliederung als Königlich Preußisches Staatsarchiv in die Preußische Archivverwaltung im Jahr 1867 zur Folge. Zugleich bescherte dies dem Archiv, das bislang ausschließlich Akten der Hof- und Zentralbehörden übernommen hatte, umfangreiche Archivalienzugänge. Die Altregistraturen der aufgelösten hannoverschen Ministerien wurden an das Archiv abgegeben; nach der Auflösung der Regierungsarchive in Stade und Hildesheim wurden die Bestände dieser Archive 1869/1870 nach Hannover überführt. Ferner sorgte die Ausdehnung der Zuständigkeit des Archivs auf sämtliche Staatsbehörden und Gerichte innerhalb seines nunmehr klar umrissenen Archivsprengels für kontinuierlichen weiteren Zuwachs der Überlieferung. Durch die umfangreichen Zugänge zum Archiv wurde eine Erweiterung des Archivgebäudes unausweichlich. In den Jahren 1889–1893 erfolgte ein Aus- und Erweiterungsbau, dem das Gebäude im Wesentlichen seine heutige äußere Gestalt verdankt.

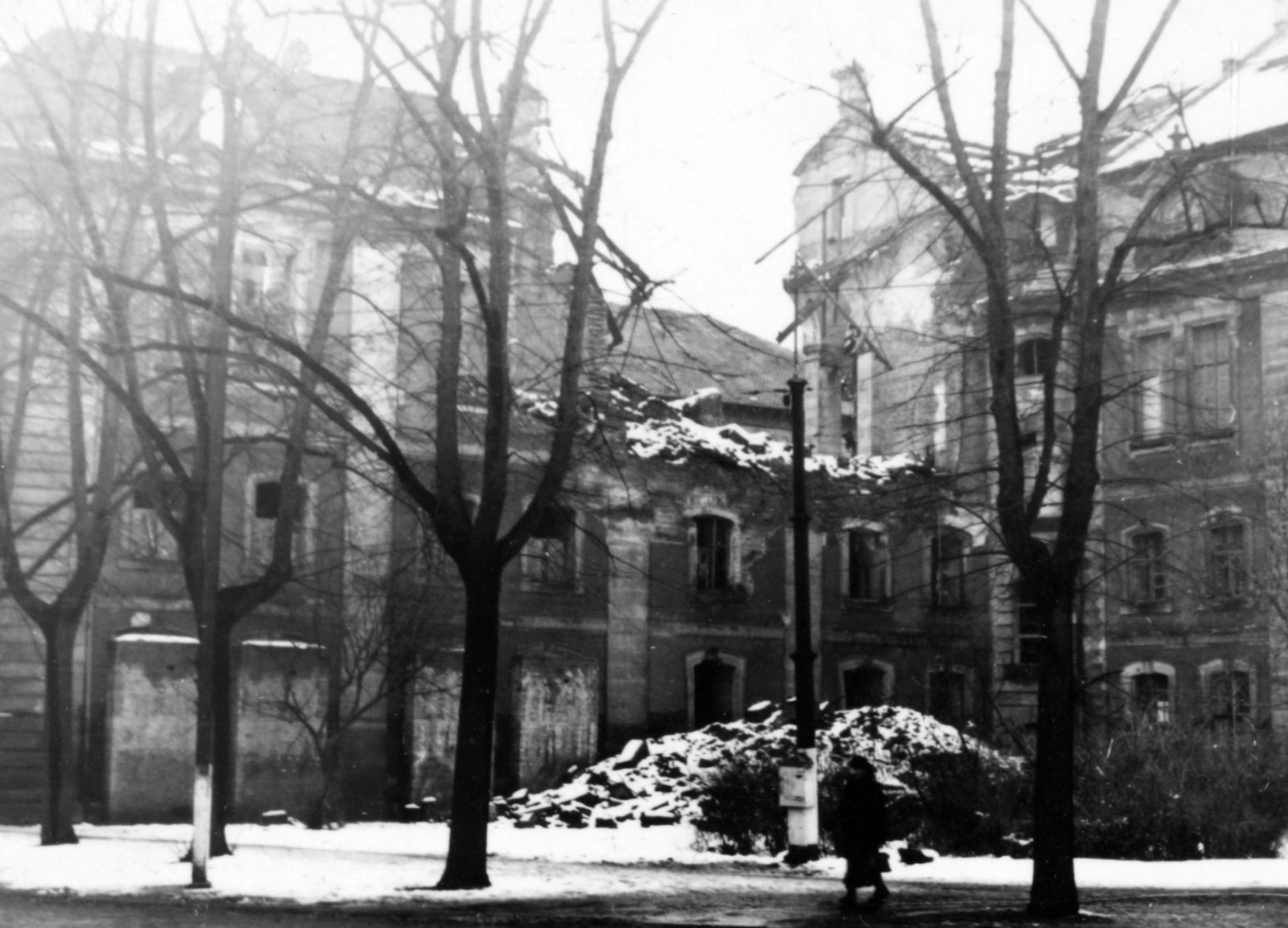
Das beschädigte Dienstgebäude des Hauptstaatsarchivs Hannover nach dem Bombenangriff vom 8./9. Oktober 1943

Während des Zweiten Weltkriegs kam es am 8./9. Oktober 1943 durch Brandbombentreffer bei einem Luftangriff auf Hannover zu einer erheblichen Dezimierung der Bestände. Unter anderem brannte der Westflügel des Gebäudes völlig aus. Durch diese Brandkatastrophe wurden rund 20 Prozent der Bestände des Archivs vernichtet. Darunter waren die Urkundenbestände von Hochstift und Domkapitel zu Hildesheim sowie der stadthildesheimischen Stifte und Klöster, die Urkunden des Erzstifts Bremen bis zum Jahr 1569 einschließlich, nahezu die vollständige Überlieferung der kurhannoverschen Geheimen Räte des 18. sowie der königlichen Ministerien des 19. Jahrhunderts sowie sämtliche Handschriften und Urkundenkopiare. Zudem büßte das Archiv durch den Brand sämtliche Findmittel ein. In der Folge der Brandkatastrophe wurden die noch im Gebäude befindlichen Bestände restlos ausgelagert und die Geschäftsstelle des Archivs nach Schloss Söder bei Bockenem verlegt.

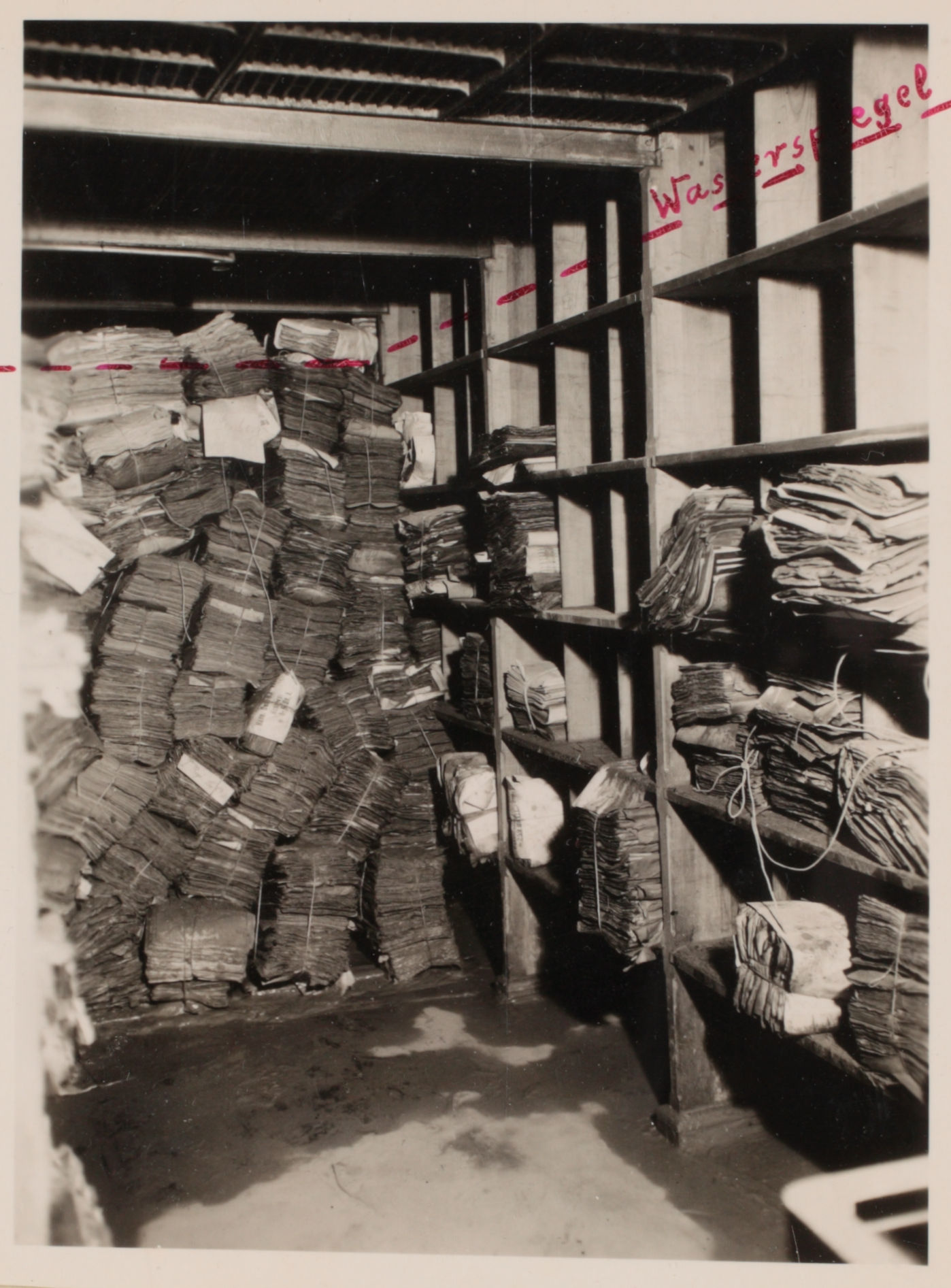
Überschwemmung des Hauptstaatsarchivs Hannover im Februar 1946

Bereits kurz nach Ende des Zweiten Weltkriegs setzte bereits im September/Oktober 1945 die Rückführung der ausgelagerten Bestände in das stark zerstörte Dienstgebäude in Hannover ein, weil die für die Archivalien in Beschlag genommenen Auslagerungsorte – vor allem Schulgebäude – anderweitig benötigt wurden.
Am 9. Februar 1946 wurde das Hauptstaatsarchiv von einer weiteren Katastrophe heimgesucht, als ein überraschendes Hochwasser der Leine das Archivgebäude drei Tage lang in einer Höhe von zwei Metern unter Wasser setzte. Dies hatte zum Teil irreparable Wasserschäden an 2,5 km Akten und ca. 40.000 Pergamenturkunden zur Folge.
Erst nach der Währungsreform von 1948 wurde im Jahr 1949 die Instandsetzung des schwer beschädigten Archivgebäudes begonnen und Ende 1952 abgeschlossen. Als Aushilfsmagazin war schon im Jahr 1946 ein Hochbunker in Hannover-Bothfeld angemietet worden. Dieser Bunker wurde erst im Jahr 1972 durch den Neubau eines eigenen Magazingebäudes für das Hauptstaatsarchiv in Pattensen ersetzt, in dem heute der überwiegende Teil der Überlieferung des Hauptstaatsarchivs verwahrt wird. Nach dem Auszug der Landesbibliothek im Jahr 1976 wurde das Innere des Gebäudes in den Jahren 1979 bis 1987 ausschließlich für die Zwecke des Hauptstaatsarchivs umgestaltet und eine grundlegende Außensanierung vorgenommen. Das Archivgebäude steht unter Denkmalschutz.

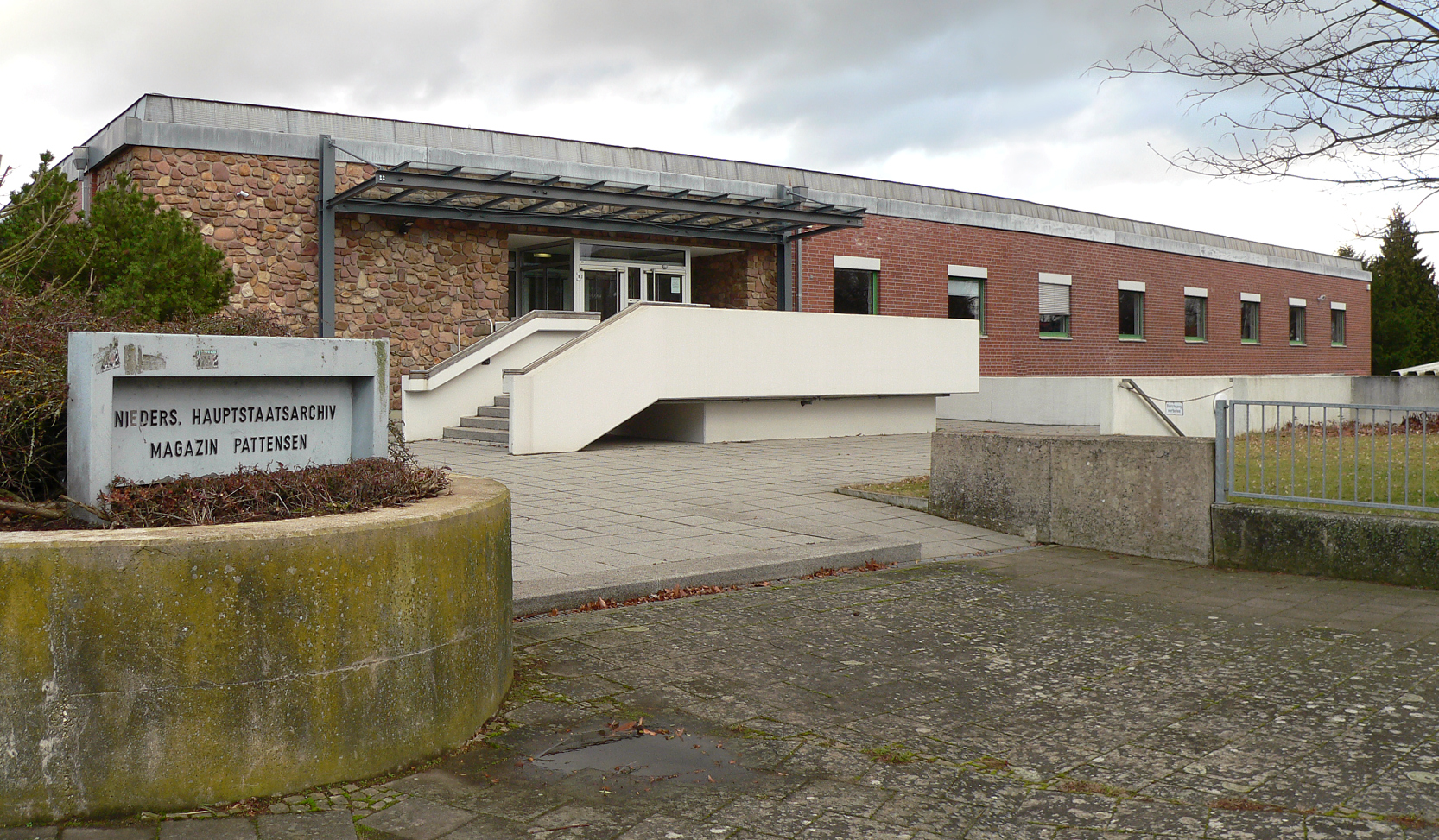
Magazingebäude des Hauptstaatsarchivs von 1972 in Pattensen

Von 1971 an führte das hannoversche Archiv als die für die Überlieferung der niedersächsischen Landesministerien zuständige Institution offiziell die Bezeichnung „Hauptstaatsarchiv“. Zum 1. Januar 2005 erfolgte die Fusion aller niedersächsischen Staatsarchive und des Hauptstaatsarchivs Hannover zum Niedersächsisches Landesarchiv.

## Dienstgebäude
Das Dienstgebäude des Hauptstaatsarchivs Hannover aus dem frühen 18. Jahrhundert ist wohl der älteste noch gemäß seiner ursprünglichen Bestimmung genutzte staatliche Archivzweckbau in Deutschland. Nach der Auflösung der Celler Zentralbehörden im Rahmen der Vereinigung des Fürstentums Lüneburg mit dem Kurfürstentum Hannover wurde ab 1712 für die Zusammenführung des bislang im Leineschloss verwahrten Calenberger Archivs und des aus Celle zu überführenden Lüneburger Archivs nach den Plänen des Architekten Louis Remy de la Fosse in der Calenberger Neustadt ein neues Archivgebäude errichtet. Das unter der Leitung von de la Fosses Nachfolger Johann Christian Böhme bis 1721 im Wesentlichen fertiggestellte Bauwerk war ein zweigeschossiges massives Gebäude von etwa 82 Meter Länge und 14 Meter Breite mit gewalmtem Mansarddach. Es diente zugleich der Aufbewahrung der Kurfürstlichen Bibliothek (heute: Gottfried Wilhelm Leibniz Bibliothek (GWLB)).
In den beiden Jahrzehnten nach der preußischen Annexion des Königreichs Hannover im Jahr 1866 wurden die vorhandenen Magazinkapazitäten durch umfangreiche Archivalienzugänge rasch aufgezehrt. Eine einstweilige räumliche Entlastung erfolgte durch umfassende Umbaumaßnahmen in den Jahren 1889 bis 1893, in deren Verlauf das alte Barockgebäude um zwei Geschosse erhöht und um einen neuen Südflügel erweitert wurde, so dass die Gesamtanlage nunmehr einen T-förmigen Grundriss aufweist.

## Zuständigkeit

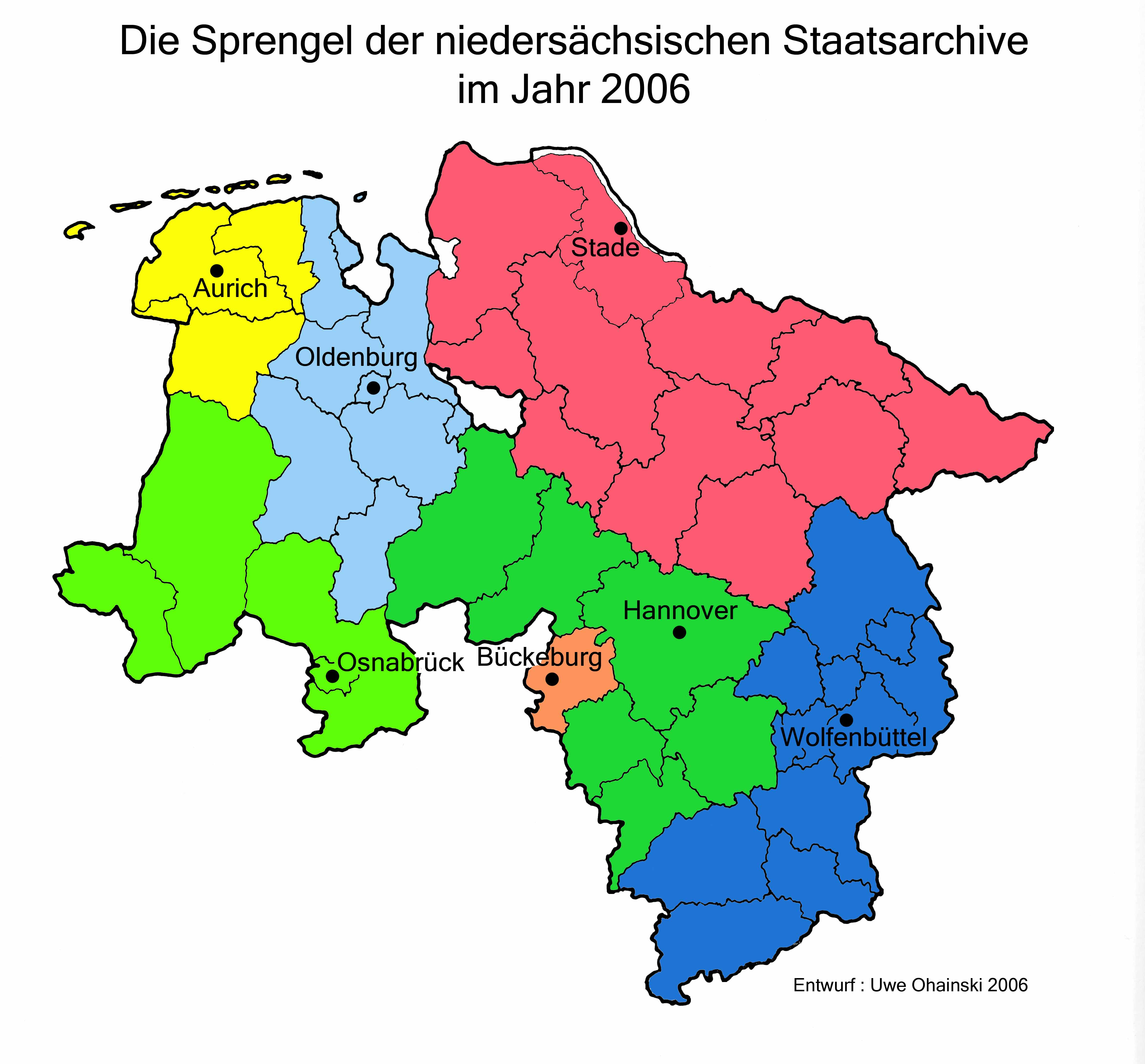
Die Archivsprengel der Abteilungen des Niedersächsischen Landesarchivs

Das Hauptstaatsarchiv Hannover, das im Wesentlichen aus der Zusammenführung der Territorialarchive der welfischen Teilfürstentümer Calenberg und Lüneburg erwachsen ist, diente zunächst als Archiv für die Überlieferung der Zentralbehörden des 1692 entstandenen Kurfürstentums bzw. (ab 1814) Königreichs Hannover. Im Rahmen der preußischen Provinzialverwaltung ab 1866/1867 war das Hauptstaatsarchiv für die Zentralbehörden der Provinz Hannover, vor allem die Überlieferung des Oberpräsidenten, sowie für die mittleren und lokalen Behörden und Gerichte in den vier östlich der Weser gelegenen Regierungsbezirken Hannover, Hildesheim, Lüneburg und Stade zuständig.
Im Rahmen der Neustrukturierung der staatlichen Archivlandschaft des 1946 neugegründeten Landes Niedersachsen wurde ein neues Staatsarchiv in Stade (1959) eingerichtet und die entsprechenden, in Hannover verwahrten Altbestände abgegeben. Außerdem wurden die vorübergehend in Hannover deponierten schaumburg-lippischen Bestände an das 1961 eingerichtete Staatsarchiv Bückeburg abgegeben. Gleichzeitig gab das Hauptstaatsarchiv die bis dahin bei ihm liegende Verantwortung für die Betreuung der Behörden in den Sprengeln der neu gegründeten Staatsarchive (Regierungsbezirk Stade bzw. Landkreis Schaumburg) an diese ab.
Die Bezirksreform von 1978 erbrachte eine weitere Änderung der Zuständigkeit: Nach der Auflösung des Regierungsbezirks Hildesheim, der Zusammenlegung der Regierungsbezirke Lüneburg und Stade und der Erweiterung des Regierungsbezirks Braunschweig erstreckte sich der Sprengel des Hauptstaatsarchivs auf die archivische Betreuung der Ministerien und obersten Landesbehörden Niedersachsens sowie für alle übrigen Dienststellen der Landesverwaltung und der nachgeordneten Bundesbehörden in den fünf Landkreisen Diepholz, Hameln-Pyrmont, Hildesheim, Holzminden und Nienburg sowie in der Region (= Stadt und Landkreis) Hannover. Der Archivsprengel entspricht damit im Wesentlichen dem Umfang des ehemaligen Regierungsbezirks Hannover ohne den Landkreis Schaumburg, der von der Abteilung Bückeburg betreut wird. Heute ist die Abteilung Hannover verantwortlich für die obersten Landesbehörden, die Landesoberbehörden mit landesweiter Zuständigkeit und deren dezentrale Stellen sowie für alle Dienststellen der Landesverwaltung und Gerichte in dem beschriebenen Gebiet.

## Bestände

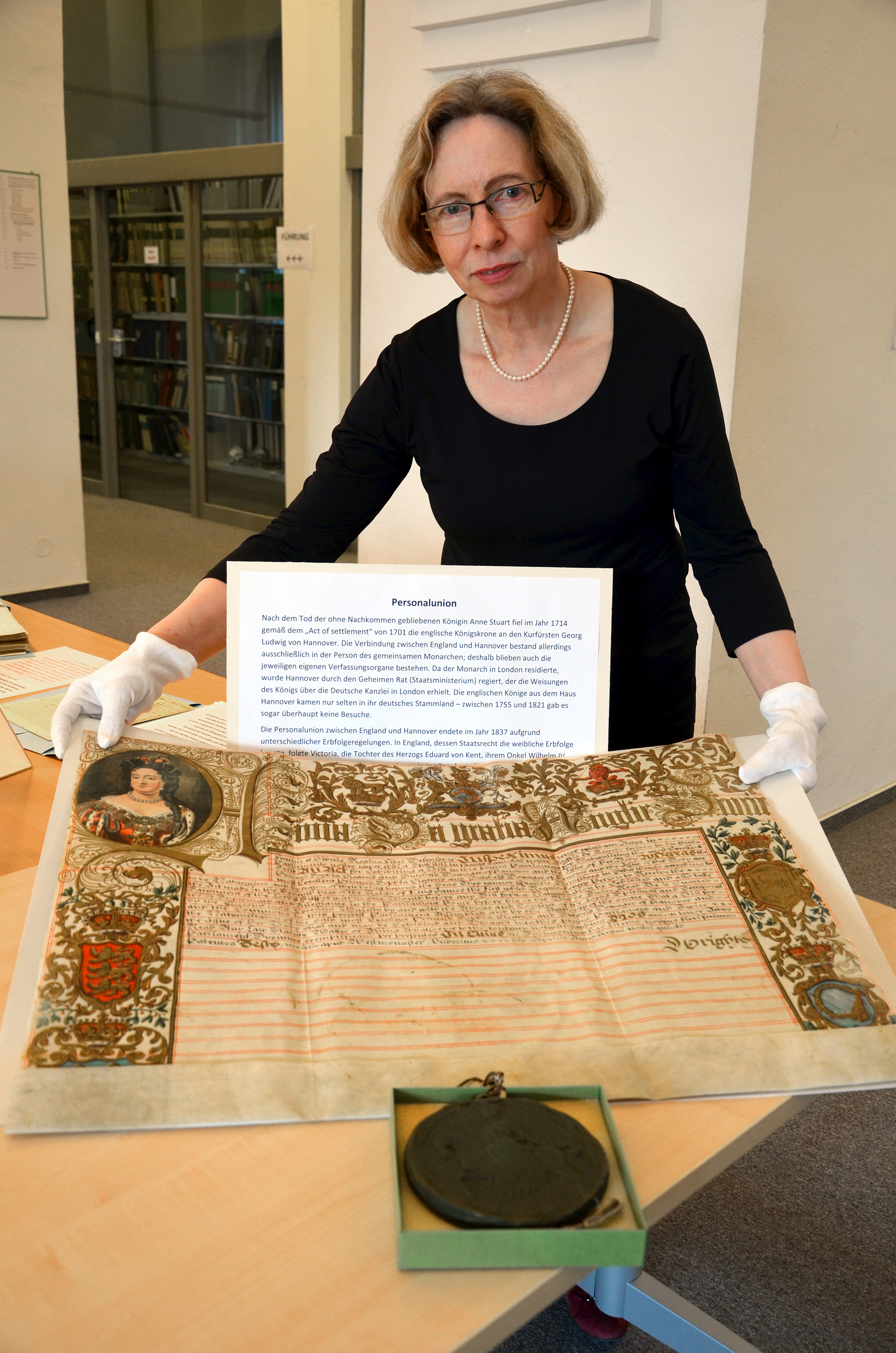
Direktorin Christine van den Heuvel am Tag der Archive 2014 mit einem Faksimile der Sukzessionsurkunde von 1706 für Kurfürstin Sophie

Der Bestand der Abteilung Hannover umfasst 41.000 Urkunden, 40.000 lfdm Akten und 90.000 Karten aus elf Jahrhunderten niedersächsischer Geschichte. Hinzu kämen eigentlich noch rund 10.000 weitere Urkunden, 2500 Handschriften und fast 4000 lfdm Akten – die 1943 eingetretenen Kriegsverluste des Archivs.
Die Bestände sind in sieben Hauptgruppen gegliedert:
1. Cal. Or./Cal. Br.: Das Calenberger Archiv enthält die Archivalien des Fürstentums Calenberg und der in diesem vor der Vereinigung mit dem Fürstentum Celle im Jahr 1705 aufgegangenen Territorien, v. a. der welfischen Fürstentümer Grubenhagen (bis 1595) und Wolfenbüttel (bis 1634/35).
2. Celle Or./Celle Br.: Das Celler Archiv enthält die Archivalien des bis zum Jahr 1705 eigenständigen Fürstentums Lüneburg und der bis dahin in diesem Fürstentum aufgegangenen Territorien, etwa der Grafschaften Diepholz und Hoya und des Herzogtums Sachsen-Lauenburg.
3. Hild. Or./Hild. Br.: Das Hildesheimer Archiv enthält die Archivalien des Hochstifts Hildesheim, des Hildesheimer Domkapitels, der im Hochstift Hildesheim und im Territorium der Reichsstadt Goslar gelegenen Stifte und Klöster sowie der Hildesheimer Landschaft.
4. Hann.: Die Abteilung Hannover umfasst die Überlieferung der Zentralbehörden des Kurfürstentums Hannover und Königreichs Hannover sowie der preußischen Provinz Hannover aus der Zeit von 1705 bis 1945 sowie der Mittel- und Lokalbehörden der Landdrosteien bzw. Regierungsbezirke Hannover, Hildesheim und Lüneburg.
5. Nds.: Die Abteilung Niedersachsen enthält die Überlieferung der Ministerien und obersten Landesbehörden des Landes Niedersachsen sowie der Mittel- und Lokalbehörden der Regierungsbezirke Hannover, Hildesheim und Lüneburg, wobei die Zuständigkeit für den alten Regierungsbezirk Lüneburg ab 1978 beim Staatsarchiv Stade liegt.
6. VVP: Die Beständegruppe Verbände, Vereinigungen, Private enthält v. a. Politikernachlässe und Unterlagen der Landesverbände von Parteien.
7. Deposita: Neben den Archivalien staatlicher Behörden werden im Hauptstaatsarchiv auch Urkunden und Akten nichtstaatlicher Herkunft verwahrt. Es handelt sich dabei um die Überlieferung von kleineren Städten, Land- und Ritterschaften, Adelsfamilien und Vereinen. Das wichtigste Depositum des Hauptstaatsarchivs ist das Archiv des ehemaligen hannoverschen Königshauses (Dep. 84 bzw. Dep. 103).

Hinzu kommen verschiedene Sammelbestände, v. a. die Kartensammlung, die Zeitgeschichtliche Sammlung und die Bildgutsammlung.

## Nutzung
Grundsätzlich kann im Rahmen der Bestimmungen des Niedersächsischen Archivgesetzes (Gesetz über die Sicherung und Nutzung von Archivgut in Niedersachsen vom 25. Mai 1993) jeder die in Hannover verwahrten Archivalien benutzen, sofern diese älter als 30 Jahre sind. Eine gewisse Einschränkung erfährt die Benutzung durch datenschutz- und personenschutzrechtliche Bestimmungen. Im Rahmen einer Benutzung für wissenschaftliche Zwecke kann auf Antrag eine Verkürzung der Sperrfristen gestattet werden.
Benutzer können im Online-Findbuch des Niedersächsischen Landesarchivs recherchieren. Die Bestände sind hier, soweit dem nicht datenschutz- oder personenschutzrechtliche Bestimmungen entgegenstehen, nahezu vollständig einsehbar. Das Angebot wird zudem ständig erweitert.
Der überwiegende Teil der hannoverschen Bestände wird im Außenmagazin Pattensen verwahrt. Für Archivaliennutzer im Hauptgebäude in Hannover sollten die gewünschten Archivalien fünf Werktage vor einem geplanten Besuch schriftlich oder telefonisch vorbestellen. Die Archivalien können aber auch in Pattensen selbst benutzt werden. Im Hauptgebäude werden vor allem die Archivalien der Ämter (bis 1885) und der älteren Amtsgerichte und die Kartensammlung verwahrt. Aus konservatorischen Gründen können manche häufig nachgefragte Archivalien nicht mehr im Original benutzt werden. Hier stehen jedoch Mikrofilme, Mikrofiches oder Digitalisate für die Benutzer zur Verfügung.

## Archivleiter
- 1729–1745 Johann Gottfried von Meiern
- 1777–? Wilhelm August Rudloff
- ab 1795: der Hof- und Kanzleirat Johann Christian Kestner wird Vize-Archivar[11]
- 1979–1989 Manfred Hamann
- 1989–2001 Dieter Brosius
- 2001–2013 Manfred von Boetticher
- 2013–2015 Christine van den Heuvel
- 2015–2019 Sabine Graf[12]
- seit 2019 Nicolas Rügge[13]

Johann Gottfried von Meiern
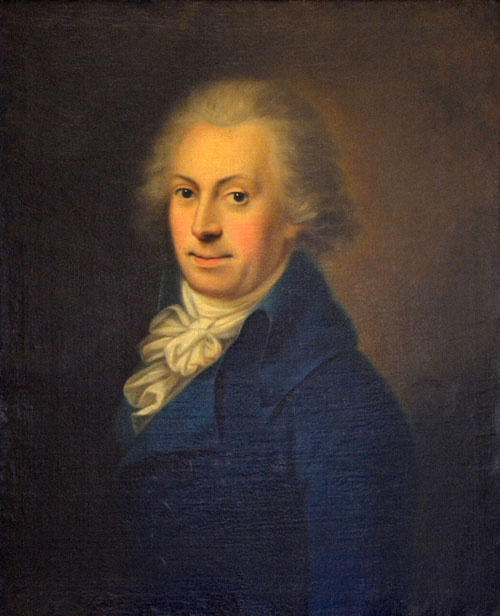
Anton Zeller: Wilhelm August Rudloff (1795)